# Парламентские выборы в Люксембурге (2018)
Всеобщие выборы были проведены в Люксембурге 14 октября 2018 года. Было избрано 60 членов Палаты депутатов.
Действующее правительство Беттеля-Шнайдера состояло из коалиции Демократической партии (ДП), Люксембургской социалистической рабочей партии (LSAP) и партии Зелёных. Крупнейшая партия в парламенте Христианско-социальная народная партия (КШМ), была в оппозиции.

## Избирательная система

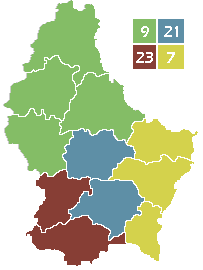
Карта избирательных округов Люксембурга с количеством мандатов

60 членов Палаты депутатов будут избираться по пропорциональной системе по четырём многомандатным округам; 9 в Северном округе, в 7 восточном округе, в южном 23 и 21 в центре. Избиратели могут голосовать за партийный список — многократно голосовать за нескольких кандидатов, сколько есть мест. Распределение мест рассчитывается в соответствии с квотой Гагенбека-Бишофа (Метод Хагенбах-Бишофа).

## Результаты
| Участник                                                                                 | Голосов   | %     | Мест | +/-   |
| ---------------------------------------------------------------------------------------- | --------- | ----- | ---- | ----- |
| Христианско-социальная народная партия                                                   | 999 381   | 28,31 | 21   | -2    |
| Демократическая партия                                                                   | 597 080   | 16,91 | 12   | -1    |
| Социалистическая рабочая партия                                                          | 621 332   | 17,60 | 10   | -3    |
| Зелёные                                                                                  | 533 893   | 15.12 | 9    | +3    |
| Альтернативная партия демократических реформ                                             | 292 388   | 8.28  | 4    | +1    |
| Пиратская партия Люксембурга                                                             | 227 549   | 6.45  | 2    | +2    |
| Левые                                                                                    | 193 594   | 5,48  | 2    | 0     |
| Коммунистическая партия Люксембурга                                                      | 44 916    | 1,27  | 0    | 0     |
| Демократия                                                                               | 10 320    | 0,29  | 0    | Новая |
| Консерваторы                                                                             | 9516      | 0,27  | 0    | Новая |
| Всего                                                                                    | 3 529 969 | 100   | 60   | 0     |
| Действительных голосов                                                                   | 216 177   | 92,77 |      |       |
| Недействительные голоса                                                                  | 16 837    | 7,23  |      |       |
| Общее число голосов                                                                      | 233 014   | 100   |      |       |
| Зарегистрированных избирателей/явка                                                      | 259 887   | 89,66 |      |       |
| Источник: правительство Люксембурга Архивная копия от 12 октября 2018 на Wayback Machine |           |       |      |       |